# Gmina Kurów
Die Gmina Kurów ['kuruf]  ist eine Stadt-Land-Gemeinde im südöstlichen Polen. Sie liegt an der Kurówka im Powiat Puławski in der Woiwodschaft Lublin. Ihr Sitz ist die gleichnamige Stadt mit 2870 Einwohnern (2013), die zum 1. Januar 2025 ihr Stadtrecht zurückerhielt, wodurch die Gemeinde von einer Landgemeinde (gmina wiejska) zu einer Stadt-Land-Gemeinde (gmina miejsko-wiejska) wurde.

## Gliederung
Zur Stadt-Land-Gemeinde Kurów gehören folgende 18 Ortschaften mit einem Schulzenamt (sołectwo):
Barłogi
Bronisławka
Brzozowa Gać
Buchałowice
Choszczów
Dęba
Klementowice
Kozi Bor
Kurów
Kłoda
Marianka
Olesin
Posiołek
Płonki
Szumów
Wólka Nowodworska
Zastawie
Łąkoć
Weitere Orte der Gemeinde sind:
Góry Olesińskie
Kolonia Buchałowice
Kolonia Józefów
Kolonia Klementowice
Kolonia Nowy Dwór
Kolonia Olesin
Mała Dęba
Mała Kłoda
Paluchów
Podbórz
Płonki Kolonia
Wygoda
Węgielnica